# Spirotheca rosea
Spirotheca rosea är en malvaväxtart som först beskrevs av Berthold Carl Seemann, och fick sitt nu gällande namn av Peter Edward Gibbs och W.S.Alverson. Spirotheca rosea ingår i släktet Spirotheca och familjen malvaväxter. Inga underarter finns listade i Catalogue of Life.